# یواس‌سی‌جی‌سی جارویس (دبلیواچ‌ئی‌سی-۷۲۵)
یواس‌سی‌جی‌سی جارویس (دبلیواچ‌ئی‌سی-۷۲۵) (به انگلیسی: USCGC Jarvis (WHEC-725)) یک کشتی بود که طول آن ۳۷۸ فوت (۱۱۵ متر) بود. این کشتی در سال ۱۹۷۱ ساخته شد.